# نفطة مص
نفطة مص (بالإنجليزية: Sucking blister)‏ هي حالة جلدية موجودة عند الولادة، بسبب مص المناطق المصابة في الرحم.